# Гладконос Гульда
Гладконос Гульда (лат. Nyctophilus gouldi) — вид гладконосых летучих мышей. Видовое название дано в честь британского натуралиста Джона Гульда (1804—1881).
Вид распространён в Австралии (Новый Южный Уэльс, Северная Территория, Квинсленд, Виктория, Западная Австралия), Индонезии (Ириан-Джая). Вид обитает в лесах и редколесье от 0 до 1240 метров над уровнем моря.
Длина тела от 44 до 52 мм, длина хвоста от 39 до 41 мм, длина ушей от 24 до 28 мм, масса до 16,5 г. Шерсть короткая и густая. Спина от серовато-коричневого до серого цвета, в то время как окраска брюха варьирует от светло-серого до коричневато-жёлтого цвета. Морда короткая, с жёстким мясистым носом, ноздри открыты. Глаза маленькие. Уши длинные, широкие. Крылья прикреплены к задней части основания пальцев.
Гнёзда устраивает в дуплах деревьев, трещинах и под крышей. Материнские колонии обычно состоят из 10—20 самок, самцы, как правило, живут поодиночке. Спаривание происходит в апреле. Самки сохраняют сперму до овуляции, которая происходит в сентябре. Самки часто рождают близнецов. Впадают в состояние спячки в самые холодные месяцы — в период с мая по сентябрь. Питается насекомыми.
Серьёзных угроз для этого вида нет. Этот вид, как известно, присутствует в ряде охраняемых территорий.